# A Magyar Érdemrend lovagkeresztje (1922)
A Magyar Érdemrend lovagkeresztje a Horthy Miklós által 1922. június 14-én alapított Magyar Érdemrend osztálya.

## Leírása
A Magyar Érdemkereszt, majd Érdemrend a középpont felé összefutó szárú, fehérzománcos 42 mm átmérőjű kereszt. Ennek közepén a kör alakú éremfelületen a babérkoszorú övezte piroszománc mezőben hármashalmon pihenő nyitott koronából arany apostoli kettőskereszt nő ki. Hátsó oldalán e jelmondat: "Si Deus pro nobis, quis contra nos" és magának a Magyar Érdemkeresztnek az alapítása éve 1922.
Háromszögben összehajtott 40 mm széles smaragdzöld színű szalagon viselendő a bal mellen.
1939. április 14-től bevezették a háborús kitüntetésként a hadiszalagot, ahol a belső széles sáv élénkpiros, és a szélei fehér világoszöld színűek lettek.
Ugyancsak 1939. április 14-től "háború idején szerzett érdemek jutalmazásául hadi kitüntetésként hadi szalagon is adományozható,továbbá, kiváló harccselekményekkel, vagy eredményes vezetéssel kiérdemelt ezen hadikitüntetésekhez „a kardok" is adományozhatók."
A hadiszalagos, kardokkal ékesített lovagkeresztnél a kereszt közepén keresztbe tett kardok jelzik a háborús érdemeket.

## Képek
|  |  |  |
|  |  |  |